# النا میکل
اِلِنا میکل (اسپانیایی: Helena Miquel‎؛ زادهٔ ۲ مهٔ ۱۹۷۲) روزنامه‌نگار، خواننده و بازیگر رادیو، تلویزیون و سینمای اهل اسپانیا است.
از فیلم‌هایی که وی در آن‌ها نقش داشته است، می‌توان به نابکاران آسوده نخواهند ماند اشاره نمود.